# Веерное отключение
Веерное отключение (временное отключение) — циклическое отключение потребителей от электросети с целью ограничения объёма потребляемой энергии. Может происходить из-за аварий, либо по экономическим причинам (неоплата задолженностей, проблемы с поставками энергоносителей, недостаточная мощность электростанций или линий электропередачи, а также из-за несоответствия генерации и потребления).

## Отключение при дефиците мощностей
Временные отключения производятся, чтобы ограничить потребляемую мощность без снижения напряжения или частоты в питающей сети. Ограничение потребления электроэнергии путём снижения величины напряжения в энергосетях не применяется, так как кроме потребителей, потребляемая мощность которых зависит от подаваемого напряжения (лампы накаливания, электрообогреватели, коллекторные двигатели), существуют такие, для которых снижение напряжения в определённых пределах либо не приводит к снижению потребляемой мощности (газоразрядные лампы, техника, подключенная через стабилизатор напряжения), либо вовсе может привести к аварии (например, перегрев или остановка, так называемое опрокидывание, синхронных и асинхронных двигателей), из-за чего они могут вызвать так называемую лавину напряжения. Поддержание же частоты в сети переменного тока — важнейшее условие работы энергосистемы, и колебания частоты могут приводить к отключению от энергосистемы, а также к нарушению работы оборудования самой электростанции и последующему прекращению генерации. Как правило, национальные стандарты напряжения не допускают изменений напряжения более чем на 10 % от номинала и частоты — на доли герца. Поэтому отключение потребителей является основным, и во многих случаях, единственным способом ограничения потребления электроэнергии. За отключение потребителей в этом случае отвечают системы аварийной частотной разгрузки
При возобновлении подачи электроэнергии потребителям после перерыва важно помнить, что, они некоторое время потребляют больше электроэнергии, чем если бы они работали в установившемся режиме: запускаются электродвигатели, заряжаются аккумуляторы устройств бесперебойного питания, восстанавливается температурный режим в холодильниках и т. д. Поэтому восстановление энергоснабжения должно происходить поэтапно.

## С юридической точки зрения
Согласно российскому закону об энергетике, временные отключения потребителей, не имеющих задолженности, допускаются только в случае аварии.

## Временные отключения в разных странах
Наиболее распространены веерные отключения в экономически неблагополучных странах, где развитие электроэнергетики не поспевает за ростом потребления энергии, либо имеются проблемы с поддержанием энергосетей в работоспособном состоянии. Пример такой практики — отключения электроэнергии в Республике Гана из-за недостатка генерирующих мощностей.
В развитых странах веерные отключения возможны при возникновении крупных аварий, например в Японии в результате землетрясения 2011 года. Также временные отключения случаются по политическим причинам и из-за военных действий: например, отключения в Крыму из-за экономической блокады со стороны Украины, отключения бытовых, промышленных потребителей, объектов критической инфраструктуры на Украине в следствие ударов ВС РФ по энергетическим объектам в ходе вторжения РФ на территорию Украины.